# Badminton-Senioreneuropameisterschaft 2001
Die Badminton-Senioreneuropameisterschaft 2001 fand vom 16. bis zum 20. Mai 2001 in Sofia statt.

## Die Sieger und Platzierten

### Senioren 40+
| Veranstaltung | Gold                            | Silber                       | Bronze                               |
| ------------- | ------------------------------- | ---------------------------- | ------------------------------------ |
| Herreneinzel  | Kent Madsen                     | Claus Andersen               | Michael Schneider                    |
| Herreneinzel  | Kent Madsen                     | Claus Andersen               | Nanko Chorchopov                     |
| Dameneinzel   | Svetlana Zilberman              | Diana Koleva                 | Heidi Bender                         |
| Dameneinzel   | Svetlana Zilberman              | Diana Koleva                 | Debbie Lynch                         |
| Herrendoppel  | Peter Higman Darrell Roebuck    | Claes Nordin Jesper Helledie | Tim Hudson-Church Eric Plane         |
| Herrendoppel  | Peter Higman Darrell Roebuck    | Claes Nordin Jesper Helledie | Nanko Chorchopov Slantchezar Tzankov |
| Damendoppel   | Diana Koleva Svetlana Zilberman | Heidi Bender Christine Black | Debbie Lynch Jeanette Koldsø         |
| Damendoppel   | Diana Koleva Svetlana Zilberman | Heidi Bender Christine Black | Robin Huthwaite Jean Steen           |
| Mixed         | Darrell Roebuck Ann Jenkins     | Vladimir Balun Diana Koleva  | Michael Lund Debbie Lynch            |
| Mixed         | Darrell Roebuck Ann Jenkins     | Vladimir Balun Diana Koleva  | Roger Taylor Andi Stretch            |

### Senioren 45+
| Veranstaltung | Gold                         | Silber                        | Bronze                            |
| ------------- | ---------------------------- | ----------------------------- | --------------------------------- |
| Herreneinzel  | Tariq Farooq                 | Kim Busted                    | Dan Travers                       |
| Herreneinzel  | Tariq Farooq                 | Kim Busted                    | Yury Smirnov                      |
| Dameneinzel   | Christine Black              | Natalja Maxakova              | Christine Crossley                |
| Dameneinzel   | Christine Black              | Natalja Maxakova              | Lis Ratsach                       |
| Herrendoppel  | Dan Travers Leon Douglas     | Phil Howe Roger Taylor        | John Wohlert Jørn C. Nielsen      |
| Herrendoppel  | Dan Travers Leon Douglas     | Phil Howe Roger Taylor        | Vladimir Koloskov Andrei Yakushev |
| Damendoppel   | Jenny Cox Christine Crossley | Barbara Davidson Jackie Hurst | Lis Rathsach Hanne Nielsen        |
| Damendoppel   | Jenny Cox Christine Crossley | Barbara Davidson Jackie Hurst | Gunnel Bengtsson Ewa Carlander    |
| Mixed         | Dan Travers Christine Black  | Peter Emptage Pamela Dallow   | John Molyneux Barbara Davidson    |
| Mixed         | Dan Travers Christine Black  | Peter Emptage Pamela Dallow   | Ian Purton Christine Crossley     |

### Senioren 50+
| Veranstaltung | Gold                        | Silber                       | Bronze                                  |
| ------------- | --------------------------- | ---------------------------- | --------------------------------------- |
| Herreneinzel  | Terje Dag Østhassel         | John Gardner                 | Otto Sautter                            |
| Herreneinzel  | Terje Dag Østhassel         | John Gardner                 | Heorhiy Kontsevych                      |
| Dameneinzel   | Sue Whittaker               | Betty Bartlett               | Monika Regineri                         |
| Dameneinzel   | Sue Whittaker               | Betty Bartlett               | Brigitte Prax                           |
| Herrendoppel  | Peter Emptage John Gardner  | John Cockerand Graham Holt   | Robert J. Bell Tony Evans               |
| Herrendoppel  | Peter Emptage John Gardner  | John Cockerand Graham Holt   | Christian Hansen Jørgen Jensen          |
| Damendoppel   | Betty Bartlett Sue Wittaker | Irene Sterlie Helle Guldborg | Elizabeth Greenwood Maureen Rimmer      |
| Damendoppel   | Betty Bartlett Sue Wittaker | Irene Sterlie Helle Guldborg | Valentina Khadzimamedova Galina Valeeva |
| Mixed         | John Cocker Betty Bartlett  | John Gardner Sue Whittaker   | Tony Evans Maureen Rimmer               |
| Mixed         | John Cocker Betty Bartlett  | John Gardner Sue Whittaker   | Graham Holt Elizabeth Greenwood         |

### Senioren 55+
| Veranstaltung | Gold                           | Silber                           | Bronze                        |
| ------------- | ------------------------------ | -------------------------------- | ----------------------------- |
| Herreneinzel  | David Eddy                     | Gunter Kreuder                   | Stig Eriksson                 |
| Herreneinzel  | David Eddy                     | Gunter Kreuder                   | Gert Lazarotti                |
| Dameneinzel   | Renate Knötzsch                | Renate Gabriel                   | Beryl Goodall                 |
| Dameneinzel   | Renate Knötzsch                | Renate Gabriel                   | Solveig Holm                  |
| Herrendoppel  | David Eddy Keith Hawthorne     | Søren Nielsen Jesper Arendrup    | Peter Gerth Heinz Regineri    |
| Herrendoppel  | David Eddy Keith Hawthorne     | Søren Nielsen Jesper Arendrup    | Peter Honnen Rainer Wilhelm   |
| Damendoppel   | Kaya Garbrecht Grete Steenberg | Renate Knötzsch Renate Gabriel   | Karin Schäfers Heidi Menacher |
| Damendoppel   | Kaya Garbrecht Grete Steenberg | Renate Knötzsch Renate Gabriel   | Beryl Goodall Anne Murray     |
| Mixed         | Hans Schumacher Renate Gabriel | Gert Lazarotti Inger E. Petersen | Søren Nielsen Jytte Sørensen  |
| Mixed         | Hans Schumacher Renate Gabriel | Gert Lazarotti Inger E. Petersen | Peter Gerth Renate Knötzsch   |

### Senioren 60+
| Veranstaltung | Gold                         | Silber                         | Bronze                           |
| ------------- | ---------------------------- | ------------------------------ | -------------------------------- |
| Herreneinzel  | Harry Shadwick               | Ering Jensen                   | Leif V. Hansen                   |
| Herreneinzel  | Harry Shadwick               | Ering Jensen                   | Siegfried Dutschke               |
| Dameneinzel   | Heidi Menacher               | Randi Gulbrandsen              | Doreen Mattinson                 |
| Dameneinzel   | Heidi Menacher               | Randi Gulbrandsen              | Anne Murray                      |
| Herrendoppel  | Michael Coley Harry Shadwick | Leif V. Hansen Lars Kure       | Colin Abbott William Houghton    |
| Herrendoppel  | Michael Coley Harry Shadwick | Leif V. Hansen Lars Kure       | Hans Schumacher Klaus Grothe     |
| Mixed         | Colin Abbott Barbara Henley  | Leif V. Hansen Larsen E. Høyer | Gerhard Grönboldt Heidi Menacher |
| Mixed         | Colin Abbott Barbara Henley  | Leif V. Hansen Larsen E. Høyer | John Oliver Doreen Mattinson     |